# Ezequiel Amaya
Ezequiel Guillermo Jesús Amaya (* 20. Februar 1978 in Cañada de Gómez) ist ein ehemaliger argentinischer Fußballspieler, der hauptsächlich als Mittelfeldspieler eingesetzt wurde. 

## Karriere
Ezequiel Amaya begann seine Karriere 1997 beim CA Independiente und wechselte 2001 zu Nueva Chicago. 2003 wechselte er zum chilenischen Verein Universidad de Chile und wurde Meister der Apertura 2004. Im Finale kam es zum Zerwürfnis, nachdem er von Trainer Héctor Pinto nicht aufgestellt worden war. Anschließend spielte er für den katarischen Klub al-Sadd, für den er aber nie auflief, woraufhin er nach Ecuador zum Barcelona Sporting Club wechselte. Nach einer kurzen Rückkehr in sein Heimatland zum CA Tiro Federal wechselte er nach Venezuela. Seine Karriere ließ er in Argentinien ausklingen.

## Erfolge
Universidad de Chile
- Chilenischer Meister: 2004-A